# دار أبو بكر الصديق
دار أبو بكر الصديق أحد الدور التاريخة المجاورة للمسجد النبوي الشريف.
هذه الدار هي التي أقطعها الرسول محمد لأبو بكر الصديق، وكانت شرقي المسجد النبوي الشريف في مقابلة دار عثمان بن عفان الصغرى، في الطريق المؤدي إلى مقبرة لبقيع، وكانت دار خالد بن الوليد غربيها، وكانت أبو بكر الصديق في هذه الدار. أُزيلت الدار ضمن توسعة المسجد النبوي.